# Postbutik
En postbutik er et sted, hvor man kan hente og indlevere postpakker og brevforsendelser, købe frimærker.
Postbutikker drives i Danmark af eksterne partnere, som modtager betaling af Post Danmark, typisk findes de i forbindelse med dagligvareforretninger, men det kan i princippet være i forbindelse med forskellige slags forretninger.
Postbutikker har igennem de senere år afløst Post Danmarks postkontorer, som i 2013 kun findes i de allerstørste danske byer. Med virkning fra 1. januar 2018 tilbyder postbutikker ikke længere betalingstjenester, hvilket ellers er en gammel service, som daterer sig tilbage til postkontorerne.